# Didrik Seckman
Didrik (også Diderich) Seckman (også Seckmann, Sechmann) (1684 i Oslo – 1. januar 1743 i København) var en dansk justitiarius i Højesteret.
Han var brodersøn til Balthasar Seckman og søn af den 1696 afdøde rådmand i København Jørgen Seckman, der indtil 1687 var tolder i Christiania og 2. hustru Sophie Didriksdatter. Efter at have fuldendt sine studier udnævntes han 1709 til kancellisekretær, overtog 1711 farbroderens embede som justitssekretær, blev 1726 assessor i Højesteret, fik 1728 titel af justitsråd og udnævntes 1737 til justitiarius. Den sidstnævnte ansvarsfulde stilling røgtede han på en særdeles tilfredsstillende måde, og det lykkedes ham ved sin fremragende juridiske dygtighed og ubestikkelige hæderlighed at genoprette Højesterets anseelse, der under en af hans nærmeste forgængere havde lidt skade. Det overdroges ham 1737 i forbindelse med Andreas Hojer at påbegynde den revision af Christian V’s danske og norske Lov, som dog ikke nåede at blive gennemført. Tillige var han en af censorerne ved de prøveforelæsninger, som førte til Kofod Anchers ansættelse som professor 1741. Diderik Seckman, som i øvrigt stod Ludvig Holberg nær, besørgede anonymt en del oversættelser af Molière og Regnard. Han fik 1740 rang med etatsråder og døde nytårsdag 1743.
Han var 3 gange gift: 1. gang 10. november 1712 i Helligåndskirken med sin kusine Mechtele Dorothea Seckman (begravet 8. februar 1716 i København), datter af senere deputeret i Generalkommissariatet, etatsråd Balthasar Seckman (1645-1722) og Magdalene Cathrine von Platou (1661-1693). 2. gang 28. august 1722 i Vor Frelsers Kirke med Thale Magdalene Braem (begravet 2. november 1726 i på Nicolai Kirkegård i København), datter af stempelpapirforvalter Christian Braem (død 1716, gift 2. gang med Elisabeth Seckman, død 1727) og Thale Lange (død 1691). 3. gang 1728 (vielsebrev 18. juli) med Hedvig Susanne Bornemann (13. februar 1686 i København – begravet 19. januar 1758 sammesteds, (gift 1. gang 1707 med tøjhusskriver Jacob Nielsen, ca. 1642-1718, gift 1. gang med Maria Holst, død 1705), datter af professor Cosmus Bornemann og hustru.
Han er begravet på Nicolai Kirkegård.